# Werneria mertensiana
Espèce
Synonymes
- Bufo mertensi Amiet, 1972 nec Cochran, 1950
- Bufo mertensiana (Amiet, 1976)

Statut de conservation UICN

 CR  : 
En danger critique
Werneria mertensiana est une espèce d'amphibiens de la famille des Bufonidae.

## Répartition
Cette espèce est endémique de l'Ouest du Cameroun. Elle se rencontre entre 800 et 1 050 m d'altitude sur les monts Nlonako, Manengouba et Kala. 
Sa présence est incertaine en Guinée équatoriale et au Nigeria.

## Publications originales
- Amiet, 1972 : Description de trois Bufonidés orophiles du Cameroun appartenant au groupe de Bufo preussi Matschie (Amphibiens Anoures). Annales de la Faculté des Sciences du Cameroun, vol. 11, p. 121-140.
- Amiet, 1976 : Observations anatomiques et biologiques sur le genre Werneria  Poche, 1903. Revue de Zoologie et de Botanique Africaines, vol. 90, p. 33-45.